# العلاقات البرازيلية النمساوية
العلاقات البرازيلية النمساوية هي العلاقات الثنائية التي تجمع بين البرازيل والنمسا.

## مقارنة بين البلدين
هذه مقارنة عامة ومرجعية للدولتين:
| وجه المقارنة                                              | البرازيل | النمسا                                                    |
| --------------------------------------------------------- | --- | --------------------------------------------------------- |
| المساحة (كم2)                                             | 8.52 مليون | 83.86 ألف                                                 |
| عدد السكان (نسمة)                                         | 202.66 مليون | 8.81 مليون                                                |
| الكثافة السكانية (ن./كم²)                                 | 23.79 | 105.06                                                    |
| العاصمة                                                   | برازيليا، ريو دي جانيرو | فيينا                                                     |
| اللغة الرسمية                                             | برتغالية برازيلية، Brazilian Sign Language ‏ | اللغة الألمانية، لغة الإشارة النمساوية ‏                   |
| العملة                                                    | ريال برازيلي، كروزيرو ريال برازيلي ‏، كروزيرو البرازيلية (1990–1993)، البرازيلي كروزادو نوفو، كروزادو برازيلي، cruzeiro ‏، كروزيرو البرازيلية (1942–1967)، الريال البرازيلي (قديم) | يورو، شلن نمساوي، رايخ مارك، شلن نمساوي                   |
| الناتج المحلي الإجمالي (بليون دولار)                      | 2.06 تريليون | 416.60 مليار                                              |
| الناتج المحلي الإجمالي (تعادل القوة الشرائية) بليون دولار | 3.22 تريليون | 426.99 مليار                                              |
| الناتج المحلي الإجمالي الاسمي للفرد دولار أمريكي          | 8.54 ألف | 43.77 ألف                                                 |
| الناتج المحلي الإجمالي للفرد دولار أمريكي                 | 15.89 ألف | 47.68 ألف                                                 |
| مؤشر التنمية البشرية                                      | 0.754 | 0.885                                                     |
| رمز المكالمات الدولي                                      | +55 | +43                                                       |
| رمز الإنترنت                                              | .br | .at                                                       |
| المنطقة الزمنية                                           | | توقيت وسط أوروبا، ت ع م+01:00، ت ع م+02:00، أوروبا/فيينا ‏ |

## مدن متوأمة
في ما يلي قائمة باتفاقيات التوأمة بين مدن برازيلية ونمساوية:
- ترتبط برازيليا مع فيينا باتفاقية توأمة منذ 2004.

## منظمات دولية مشتركة
يشترك البلدان في عضوية مجموعة من المنظمات الدولية، منها:
| علم المنظمة | اسم المنظمة                        | تاريخ انضمام البرازيل | تاريخ انضمام النمسا |
| ----------- | ---------------------------------- | --------------------- | ------------------- |
|             | الاتحاد البريدي العالمي            | ?                     | ?                   |
|             | يونسكو                             | 4 نوفمبر 1946         | 13 أغسطس 1948       |
|             | البنك الدولي للإنشاء والتعمير      | 14 يناير 1946         | 27 أغسطس 1948       |
|             | البنك الإفريقي للتنمية             | ?                     | ?                   |
|             | نظام تحكم تكنولوجيا القذائف        | 1995                  | 1991                |
|             | منظمة الشرطة الجنائية الدولية      | ?                     | ?                   |
|             | الأمم المتحدة                      | 24 أكتوبر 1945        | 14 ديسمبر 1955      |
|             | مؤسسة التنمية الدولية              | 15 مارس 1963          | 28 يونيو 1961       |
|             | منظمة التجارة العالمية             | ?                     | ?                   |
|             | المرصد الأوروبي الجنوبي            | 2010                  | 2008                |
|             | وكالة ضمان الاستثمار متعدد الأطراف | 7 يناير 1993          | 16 ديسمبر 1997      |
|             | الاتحاد الدولي للاتصالات           | 4 يوليو 1877          | 1866                |
|             | مؤسسة التمويل الدولية              | 31 ديسمبر 1956        | 28 سبتمبر 1956      |
|             | مجموعة الموردين النوويين           | ?                     | ?                   |
|             | الفريق المعني برصد الأرض           | ?                     | ?                   |
|             | منظمة حظر الأسلحة الكيميائية       | ?                     | ?                   |

## أعلام
هذه قائمة لبعض الشخصيات التي تربطها علاقات بالبلدين:
- أدولفو داكي (19 أكتوبر 1876 – 5 يناير 1959)
- أنجيلكا (ممثلة برازيلية، 30 نوفمبر 1973[23] – )
- الأميرة إيزابيل إمبراطورة البرازيل (سياسية برازيلية، 29 يوليو 1846[24][25] – 14 نوفمبر 1921[24][25])
- بولا أميرة البرازيل (17 فبراير 1823 – 16 يناير 1833)
- بيدرو أفونسو الأمير الإمبراطوري للبرازيل (19 يوليو 1848 – 9 يناير 1850)
- بيدرو الثاني إمبراطور البرازيل (سياسي برازيلي، 2 ديسمبر 1825[26][27] – 5 ديسمبر 1891[26])
- تانكريدو نيفيس (سياسي برازيلي، 4 مارس 1910[28] – 21 أبريل 1985[28])
- تايس أراوخو (ممثلة برازيلية، 25 نوفمبر 1978[29] – )
- جانواريا أميرة البرازيل (11 مارس 1822 – 13 مارس 1901)
- دانيال بامبيرغ (لاعب كرة قدم برازيلي، 23 أبريل 1984[30] – )
- فرانسيسكا أميرة البرازيل (2 أغسطس 1824[31] – 27 مارس 1898[31])
- ليتيسيا بيركوير (ممثلة برازيلية، 25 أبريل 1978 – )
- ماريا الثانية ملكة البرتغال (ملكة البرتغال، 4 أبريل 1819[32][33][34] – 15 نوفمبر 1853[32][33][34])
- موريس ألبرت (7 سبتمبر 1951[35][36][37] – )
- ناتاليا كيلي (مغنية نمساوية، 18 ديسمبر 1994[38] – )

## وصلات خارجية
- موقع وزارة الخارجية البرازيلية
- موقع وزارة الخارجية النمساوية